# プレリュード文庫
プレリュード文庫（ - ぶんこ）は、日本の出版社・KKベストセラーズが1998年から2000年まで刊行していた文庫レーベル。
いわゆるジュブナイルポルノがラインナップの中心であるが、家庭用ゲーム機向けに発売されたギャルゲーや「東京魔人學園伝奇」シリーズのノベライズも刊行されている。当然ながら、後者には性表現が含まれていないものも多い。
また、官能小説家の睦月影郎や安達瑶もこのレーベルで作品を書いていた。

## 作品リスト
- 「お嬢さま革命」		室悠二　イラスト:TORO
- 「放課後☆LOVE」		橘真児　イラスト:神代光
- 「世界最終美少女戦争」		安達瑶　イラスト:諸井愛
- 「ときめきサイキック大戦」		睦月影郎　イラスト:牧野なお
- 「17歳の夏休み so sweet days」		内藤みか　イラスト:尾山泰永
- 「魔法少女リーナ」		安童あづ美　イラスト:源之助
- 「電脳天使にロックオン」		塚原尚人　イラスト:破軍星
- 「戦国妖術ロマン 黄泉の剣士」		三枝健人　イラスト:時積恵美之
- 「白百合館の変な人たち」		森奈津子　イラスト:さとみひでふみ
- 「拳法奥義伝 蒼きドラゴン」		風間九郎　イラスト:戯画人
- 「あぶない美少女探偵団」		深町薫　イラスト:神無月桂
- 「東京魔人学園双龍変」		今井秋芳　イラスト:小林美智
- 「彼女のダンジョン」		瀬川ゆう也　イラスト:桂樹
- 「ソウル・オブ・サラマンドラ」		此花咲耶　イラスト:大倉麻央
- 「突撃！ボンバー・レディーズ」		安達瑶　イラスト:滝美梨香
- 「DRAGONブレード」		美ノ内一　イラスト:戯画人
- 「反機星オルガ」		秋津透　イラスト:梅津泰臣
- 「東京魔人学園双妖変」		今井秋芳　イラスト:小林美智
- 「透明人間で行こう！」		中村和彦　イラスト:たみ
- 「闇の国から来た少女 日影一族・流星伝奇」		睦月影郎　イラスト:長谷川光司
- 「ブルーフォーチュン」		佐々木りょう　イラスト:井上美樹
- 「マリオネットの恐怖」		三枝健人　イラスト:地中海ジョージ
- 「July」		時村尚　イラスト:梅津泰臣・トニーたけざき
- 「6インチまいだーりん」		沙濤渉　原作：キッド
- 「ディエラ大陸英雄戦記」		磐篠仁士　イラスト:戯画人
- 「KISSより…」		此花咲耶　原作：キッド
- 「獣娘たちの館」		安童あづ美　イラスト:杜夢路
- 「東京魔人学園双刹変」		今井秋芳　イラスト:小林美智
- 「覇王ギルガメシュ伝説」		さかいわたる　イラスト:はまだたかし
- 「ドキドキプリティリーグ 熱血乙女青春記」		竹下裕家　原作：エクシング・エンタテイメント
- 「TOKYOヴァンパイア・ナイト」		広岡未森　イラスト:ちにか
- 「深淵の魔女王 反機星オルガ・水国編」		秋津透　イラスト:梅津泰臣
- 「東京魔人学園双惺変」		今井秋芳　イラスト:小林美智
- 「ハイスク－ル怪奇簿１ ファントム・ガール」		水城しの　イラスト:武亜希子
- 「エクシーダー・ヨーコ」		柿沼秀樹　イラスト:梅津泰臣
- 「くもりのちTokiDoki天使！」		御童魁　イラスト:高雄右京
- 「あすか120%ファイナル BURNING Fest. FINAL」		ＴＡＢ　原作：ファミリーソフト
- 「風水恋愛なんてこった！事件」		マロ・ガッツ　原案:村上豊　イラスト:たみ
- 「Berries　輝く季節が終わる前に…	」	雑賀由真　イラスト:秋川康一
- 「ウィークネスヒーロー トラウマン	」	柳川茂
- 「東京魔人学園双屍変」		今井秋芳　イラスト:小林美智
- 「神を還す者 反機星オルガ・神殿編	」	秋津透　イラスト:梅津泰臣
- 「東京魔人学園双縲変」		今井秋芳　イラスト:小林美智
- 「東京魔人学園双凰変」		今井秋芳　イラスト:小林美智